# Goldenstädt
Goldenstädt ist ein Ortsteil der Gemeinde Banzkow im Landkreis Ludwigslust-Parchim in Mecklenburg-Vorpommern (Deutschland). Die ehemals eigenständige Gemeinde Goldenstädt wurde am 7. Juni 2009 nach Banzkow eingemeindet.

## Geografie und Verkehr
Der Ort liegt 21 Kilometer südlich von Schwerin und 17 Kilometer nördlich von Ludwigslust. Die Landesstraße 72 (ehemals Bundesstraße 106) verläuft westlich von Goldenstädt, die Bundesautobahn 14 direkt durch das ehemalige Gemeindegebiet. Die nächstliegende Anschlussstelle der Bundesautobahn 24 (Ludwigslust) ist vier Kilometer entfernt. Goldenstädt liegt am südwestlichen Rand der Lewitz und grenzt im Nordosten an den Störkanal. Das Gelände ist sehr flach. Die Anhöhen erreichen etwas über 45 m ü. NHN. Der Osten des früheren Gemeindegebietes ist bewaldet.
Ortsteile der ehemaligen Gemeinde waren Goldenstädt und Jamel.

## Geschichte
Mit der beginnenden Besiedlung des Lewitzgebietes im 11. Jahrhundert entstand in Goldenstädt eine mittelalterliche Wehrkirche. Goldenstädt wurde im Jahr 1285 das erste Mal als "Goldenstede" urkundlich erwähnt. Nach dem Dreißigjährigen Krieg war Goldenstädt ausgeplündert und fast menschenleer. Im Ort befand sich später eine Küsterschule. Seit 1695 ist die Goldenstädter Kirche der Pfarre Uelitz zugeordnet.
1733 fand während der Reichsexekution bei Jamel eine Schlacht zwischen Herzog Karl Leopold und den Reichstruppen des Kaisers Karl VI. statt. 1741 suchte eine Feuersbrunst den Ort heim.
Zeitgleich mit den am 7. Juni 2009 stattgefundenen Kommunalwahlen in Mecklenburg-Vorpommern gab die ehemalige Gemeinde Goldenstädt ihre Selbständigkeit auf und wurde nach Banzkow eingemeindet.

## Sehenswürdigkeiten
- Dorfkirche Goldenstädt (13. Jahrhundert)

Die Kirche ist das älteste Gotteshaus in der Umgebung. Sie wurde vermutlich im 13. Jahrhundert erbaut. Dies jedoch ist nicht gesichert. Erstmals urkundlich erwähnt wird eine Kirche im 14. Jahrhundert. Ein freitragender Glockenstuhl steht westlich der Kirche.
- Forsthof Jamel
- Landschaftsschutzgebiet Lewitz

Der Ort ist durch die Zucht von argentinischen Angusrindern bekannt.

## Der Totenwinkel

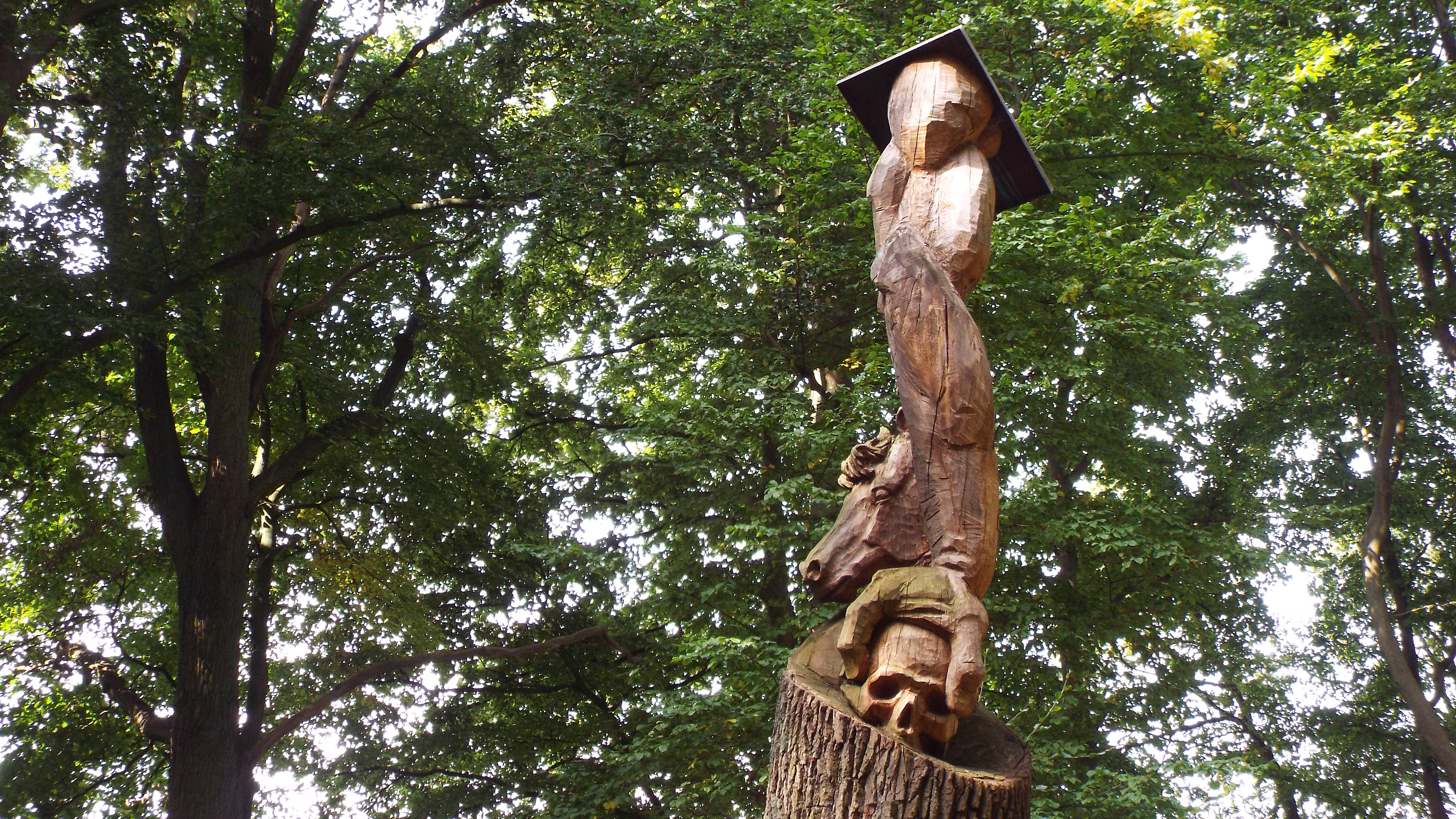
Holzskulptur "Der Totenwinkel"

In dem Waldstück östlich der Ortschaft Goldenstädt verweist der Text einer Tafel mit folgender Sage auf die Herkunft der Flurbezeichnung: Die napoleonischen Kriege waren eine schwere Zeit für die Bewohner der Lewitz. Die französischen Besatzer plünderten in den Dörfern und hatten es besonders auf die Pferde abgesehen. Die Lewitzer Pferde waren schon damals sehr begehrt und deshalb versteckten die Bauern ihre Tiere tief im Wald. Nur zu den wichtigsten Arbeiten wurden sie geholt und dann gleich wieder zurückgebracht. Einige Bauern beratschlagten eines Abends, wie sie die Franzosen überlisten und ihr Dorf verteidigen könnten.
Sie beschlossen bei einem Überfall die Kirchenglocken zu läuten, um die Nachbarorte zu warnen. Die Bauern sollten in diesem Fäll ihren Besitz in Sicherheit bringen und danach den Betroffenen zu Hilfe kommen. Nicht lange nach dieser Absprache wurde Goldenstädt von den französischen Plünderern heimgesucht. Die Soldaten trieben die Menschen aus ihren Häusern und traten gewaltsam die Tore der Bauernhöfe ein. Sie zogen von Haus zu Haus und stahlen alles, was nicht nies- und nagelfest war; Getreide, Pferdegeschirr und vieles mehr. In ihrer Gier war ihnen allerdings entgangen, dass die Kirchenglocken schon eine ganze Weile läuteten. Das bemerkten die Franzosen erst, als sich unerwartet eine große Menge von Bauern aus den umliegenden Dörfern auf sie zu bewegte. Diese waren mit Mistgabeln und Knüppeln bewaffnet und gar wild anzuschauen.
"He, ihr Franzmänner, glaubt nicht, dass ihr euch klammheimlich mit unserem Hab und Gut davonstehlen könnt. Da habt ihr euch gewaltig verrechnet. Ihr schafft  nichts aus Goldenstädt heraus, das nicht euer Eigentum ist!", riefen die Bauern. "Es setzt gleich ein paar Hiebe mit der Mistgabel. Legt alles ab und verschwindet von hier und lasst euch nie wieder blicken", drohten sie weiter.
Damit hatten die napoleonischen Söldner nicht gerechnet. In wilder Hast flohen sie auf dem erstbesten Weg in den Wald hinein. Aber das war genau der verkehrte Weg, denn der führte direkt zu den Sümpfen der Lewitz. Im Mordhorst erschlugen die Bauern die Plünderer auf der Flucht und versenkten sie dann im Moor. Kein Einziger konnte ihnen entfliehen. Seit diesem Ereignis wird die Stelle auch Totenwinkel genannt.

## Partnergemeinden
Partnergemeinden der ehemaligen Gemeinde Goldenstädt sind:
- Goldenstedt (Niedersachsen, Landkreis Vechta)
- Langebæk (Dänemark, Kommune Vordingborg)